# Rat Scabies
Rat Scabies (Christopher Millar) är en brittisk trummis, mest känd från punk/gothrockbandet The Damned. Scabies är allmänt ansedd som en av de tekniskt bästa musikerna inom 1970-talets punk och har senare arbetat bl.a. med jazz. Han är också huvudpersonen i en semibiografisk bok med namnet Rat Scabies And The Holy Grail.

## Biografi

### Karriärens början
Christopher Millar föddes 1957 i Kingston Upon Thames i England. Han började sin karriär som trummis i några rätt okända band. 1974 träffade han gitarristen Ray Burns (Captain Sensible) och de upptäckte en gemensam kärlek för musik, och spelade under en tid tillsammans med sångaren David Letts (Dave Vanian) och Chrissie Hynde i bandet Masters of the Backside. En tid senare provspelade Millar (som nu tagit namnet Rat Scabies) för protopunkbandet London SS och träffade där gitarristen Brian James och de beslöt sig för att grunda ett band. Tillsammans med Sensible (som bytte till bas) och Vanian bildades The Damned.

### The Damned
- Huvudartikel: The Damned

The Damned gav 1976 ut både Englands första punksingel och punkskiva. Bandet upplevde storhetstid i slutet av 1970-talet och gav under 1980-talets första hälft ut tre framgångsrika skivor som skulle fungera som föregångare för gothrocken. Men under hela karriären slets bandet av inre stridigheter och personalbyten. 1995, efter en lång tids stiltje, beslöt sig Scabies för att ge ut en skiva demos och tidigare inspelat Damned-material under bandets namn utan att fråga resten av bandet. Det ledde till långa rättsprocesser och portförbud till bandet.

### 1990-talet och framåt
Efter att samarbetet med The Damned slutgiltigt var över, öppnade Scabies en liten studio i London och levde på royalties som rullade in efter att både The Offspring och Guns N' Roses gjort covers på The Damned-låtar. Under slutet av 1990-talet spelade han in några låtar med Joe Strummer från The Clash, men någon skiva blev det aldrig. Ungefär under samma tid upptäckte han gothrockgruppen Nosferatu och hoppade in som sessionstrummis på tre skivor mellan 1997 och 2002. Då bildade han också det kortlivade Electric Doghouse. Tillsammans med Strummer och Steve Jones startade han ett produktionsbolag vid namn SDS. Han hade även kortlivade band som The Germans och Rat Scabies & His Runners och arbetade också med bl.a. Derwood och The Specials. Han träffade datagurun Sam Dodson från dance/world/jazzbandet Loop Guru och började med honom fundera om huruvida man kunde spela in en skiva helt över internet, utan att någonsin träffas. Det blev upptakten till den psykedeliska jazzgruppen Slipper, som till dags dato gett ut tre mer eller mindre seriösa skivor.

### Jakten på Graal
Ett nytt kapitel i Scabies liv startade i början av 2000-talet, då han till granne fick den före detta musikjournalisten Christopher Dawes. Dawes blev snart intresserad av Scabies besatthet av Graal-myten, ett intresse han ärvt av sin far. Speciellt intresserad var Scabies av orten Rennes-le-Château, som han var säker på var en viktig pusselbit i Graal-mysteriet. Det hela slutade i en resa till Frankrike, som humoristiskt och fantasifullt skildrades av Dawes i boken Rat Scabies And The Holy Grail. Hur mycket som är sant i boken är snarast omöjligt att avgöra, men när den kom ut 2005 fick den strålande recensioner världen över. Den har beskrivits som Da Vinci-koden med punkattityd och mycket engelsk humor (bland annat går Scabies omkring i sina tofflor genom hela historien), samt framför allt som en fin vänskapsbeskrivning.
Scabies bor i Brentford med sin fru och tre barn. 

## Scabies band
- The Damned
- Nosferatu
- Electric Doghouse
- The Germans
- Rat Scabies & His Runners
- Slipper

## Diskografi
- Damned Damned Damned (The Damned, 1977)
- Music For Pleasure (The Damned, 1977)
- Machine Gun Etiquette (The Damned, 1979)
- The Black Album (The Damned, 1980)
- Strawberries (The Damned, 1982)
- Phantasmagoria (The Damned, 1983)
- Anything (The Damned, 1986)
- Not Of This Earth (The Damned, 1995)
- Invisible Movies (Slipper, 2000)
- Zoon Sandwich (Slipper, 2002)
- Attack of the Killer Lobsters (Slipper, 2006)
- Loungeclash (Slipper, under arbete)